# Urca (okręg Kluż)
Urca – wieś w Rumunii, w okręgu Kluż, w gminie Viișoara. W 2011 roku liczyła 1005 mieszkańców.